# No quiero perder la honra
No quiero perder la honra es una película cómica española estrenada el 5 de mayo de 1975, dirigida por Eugenio Martín Márquez y protagonizada por José Sacristán y Ángela Molina.

## Sinopsis
En el duro Madrid de la posguerra Miguel se ve obligado a sobrevivir como proxeneta de dos prostitutas Angelines y Mariona. Sin embargo, estas no consiguen las ganancias que él espera. Siguiendo el consejo de su amigo Higinio, decide buscar a una tercera chica para meterla en el negocio. Para ello viaja hasta su pueblo, tratando de encontrar a una chica sana e ingenua (Isabel) pero con mucha ambición y dispuesta a prepararse para la vida moderna de la capital. Pero ella se niega a perder la honra y a que nadie le ponga una mano encima y termina por regresar a su pueblo natal. Entonces, Miguel, que se ha enamorado de ella, va en su busca.

## Reparto
| - José Sacristán como Miguel. - Ángela Molina como Isabel. - Florinda Chico como Mariona. - Laly Soldevila como Araceli. - Josele Román como Angelines. - Rafaela Aparicio como Lavandera. - Luis Barbero como Silvestre. - Tomás Zori como Don Juan. - Guadalupe Muñoz Sampedro - Ángel de Andrés como Camacho. - Juanito Navarro como Higinio. - Rafael López Somoza - Alfonso del Real como Don Tomás. - Maribel Hidalgo - Lone Fleming como Sarita. - Mónica Cano - Pilar Cansino - Pilar Gómez Ferrer - Mimí Muñoz | - Tito Medrano como Don Ramón. - José Carabias como Currito. - José Franco - Trini Alonso - Blaki como Damián - Goyo Lebrero - Erasmo Pascual como Don Fulgencio. - Alicia González - Raquel Rodrigo - Santiago Ontañón - Miguel Armario - Marisa Bell - Luis Ciges como Director de cine. - Venancio Muro - Ramón Lillo - Gilberto Moreno como Divisionario. - Pepe Ruiz como Cliente del prostíbulo. - María Rivas - Rafael Albaicín |